# Eleições legislativas portuguesas de 1999 no distrito de Beja
| Eleições legislativas portuguesas de 1999 Distritos: Aveiro \| Beja \| Braga \| Bragança \| Castelo Branco \| Coimbra \| Évora \| Faro \| Guarda \| Leiria \| Lisboa \| Portalegre \| Porto \| Santarém \| Setúbal \| Viana do Castelo \| Vila Real \| Viseu \| Açores \| Madeira \| Estrangeiro |

## Resultados por Concelho
Os resultados nos concelhos do Distrito de Beja foram os seguintes:

### Aljustrel
| Partido                 | Partido                        | Votos | %               | +/-  |
| ----------------------- | ------------------------------ | ----- | --------------- | ---- |
|                         | Partido Socialista             | 2 608 | 43,51 / 100,00  | 0,29 |
|                         | Coligação Democrática Unitária | 2 339 | 39,02 / 100,00  | 1,70 |
|                         | Partido Social Democrata       | 480   | 8,01 / 100,00   | 0,53 |
|                         | Partido Popular                | 165   | 2,75 / 100,00   | 0,50 |
|                         | PCTP/MRPP                      | 119   | 1,99 / 100,00   | 0,08 |
|                         | Bloco de Esquerda              | 91    | 1,52 / 100,00   | Novo |
|                         | Outros                         | 61    | 1,01 / 100,00   |      |
| Votos Inválidos         | Votos Inválidos                | 131   | 2,18 / 100,00   | 0,86 |
| Total                   | Total                          | 5 994 | 100,00 / 100,00 |      |
| Eleitorado/Participação | Eleitorado/Participação        | 9 708 | 61,74 / 100,00  | 7,80 |

| Freguesia             | %     | %     | %     | %    | %    | %    | Votantes |
| Freguesia             | PS    | CDU   | PSD   | PP   | PCTP | BE   | Votantes |
| --------------------- | ----- | ----- | ----- | ---- | ---- | ---- | -------- |
| Aljustrel             | 40,36 | 42,13 | 7,43  | 2,39 | 1,83 | 2,06 | 3 055    |
| Ervidel               | 35,25 | 44,57 | 10,98 | 3,83 | 1,15 | 1,15 | 783      |
| Messejana             | 53,94 | 29,97 | 6,85  | 3,25 | 3,08 | 0,86 | 584      |
| Rio de Moinhos        | 48,55 | 35,35 | 5,37  | 3,58 | 3,36 | 1,79 | 447      |
| São João de Negrilhos | 50,40 | 32,89 | 9,16  | 2,40 | 1,87 | 0,53 | 1 125    |
| Aljustrel             | 43,51 | 39,02 | 8,01  | 2,75 | 1,99 | 1,52 | 5 994    |

### Almodôvar
| Partido                 | Partido                        | Votos | %               | +/-  |
| ----------------------- | ------------------------------ | ----- | --------------- | ---- |
|                         | Partido Socialista             | 2 501 | 54,31 / 100,00  | 3,28 |
|                         | Partido Social Democrata       | 1 067 | 23,17 / 100,00  | 3,54 |
|                         | Coligação Democrática Unitária | 507   | 11,01 / 100,00  | 1,34 |
|                         | Partido Popular                | 188   | 4,08 / 100,00   | 0,29 |
|                         | PCTP/MRPP                      | 74    | 1,61 / 100,00   | 0,44 |
|                         | Bloco de Esquerda              | 72    | 1,56 / 100,00   | Novo |
|                         | Outros                         | 70    | 1,52 / 100,00   |      |
| Votos Inválidos         | Votos Inválidos                | 126   | 2,74 / 100,00   | 0,21 |
| Total                   | Total                          | 4 605 | 100,00 / 100,00 |      |
| Eleitorado/Participação | Eleitorado/Participação        | 8 095 | 56,89 / 100,00  | 2,37 |

| Freguesia                   | %     | %     | %     | %    | %    | %    | Votantes |
| Freguesia                   | PS    | PSD   | CDU   | PP   | PCTP | BE   | Votantes |
| --------------------------- | ----- | ----- | ----- | ---- | ---- | ---- | -------- |
| Aldeia dos Fernandes        | 49,86 | 19,02 | 19,31 | 1,44 | 2,59 | 2,59 | 347      |
| Almodôvar                   | 49,16 | 27,58 | 10,52 | 4,82 | 1,33 | 2,41 | 2 034    |
| Gomes Aires                 | 67,60 | 17,13 | 3,43  | 5,30 | 1,25 | 0,62 | 321      |
| Rosário                     | 59,69 | 7,19  | 18,44 | 5,94 | 4,06 | 0,63 | 320      |
| Santa Clara-a-Nova          | 63,64 | 19,96 | 6,21  | 2,88 | 1,55 | 0,67 | 451      |
| Santa Cruz                  | 60,16 | 19,72 | 11,64 | 3,35 | 1,58 | 0    | 507      |
| São Barnabé                 | 48,89 | 38,57 | 1,47  | 4,42 | 0,98 | 0,98 | 407      |
| Senhora da Graça de Padrões | 59,17 | 6,88  | 28,90 | 0,46 | 0,92 | 1,38 | 218      |
| Almodôvar                   | 54,31 | 23,17 | 11,01 | 4,08 | 1,61 | 1,56 | 4 605    |

### Alvito
| Partido                 | Partido                        | Votos | %               | +/-  |
| ----------------------- | ------------------------------ | ----- | --------------- | ---- |
|                         | Partido Socialista             | 619   | 42,54 / 100,00  | 1,50 |
|                         | Coligação Democrática Unitária | 430   | 29,55 / 100,00  | 1,34 |
|                         | Partido Social Democrata       | 258   | 17,73 / 100,00  | 1,17 |
|                         | Partido Popular                | 64    | 4,40 / 100,00   | 2,14 |
|                         | PCTP/MRPP                      | 26    | 1,79 / 100,00   | 0,78 |
|                         | Bloco de Esquerda              | 16    | 1,10 / 100,00   | Novo |
|                         | Outros                         | 13    | 0,89 / 100,00   |      |
| Votos Inválidos         | Votos Inválidos                | 29    | 1,99 / 100,00   | 0,40 |
| Total                   | Total                          | 1 455 | 100,00 / 100,00 |      |
| Eleitorado/Participação | Eleitorado/Participação        | 2 203 | 66,05 / 100,00  | 6,07 |

| Freguesia            | %     | %     | %     | %    | %    | %    | Votantes |
| Freguesia            | PS    | CDU   | PSD   | PP   | PCTP | BE   | Votantes |
| -------------------- | ----- | ----- | ----- | ---- | ---- | ---- | -------- |
| Alvito               | 29,48 | 35,80 | 22,88 | 4,85 | 2,29 | 1,21 | 743      |
| Vila Nova da Baronia | 56,18 | 23,03 | 12,36 | 3,93 | 1,26 | 0,98 | 712      |
| Alvito               | 42,54 | 29,55 | 17,73 | 4,40 | 1,79 | 1,10 | 1 455    |

### Barrancos
| Partido                 | Partido                        | Votos | %               | +/-  |
| ----------------------- | ------------------------------ | ----- | --------------- | ---- |
|                         | Partido Socialista             | 547   | 51,51 / 100,00  | 2,00 |
|                         | Coligação Democrática Unitária | 296   | 27,87 / 100,00  | 0,16 |
|                         | Partido Popular                | 86    | 8,10 / 100,00   | 4,04 |
|                         | Partido Social Democrata       | 44    | 4,14 / 100,00   | 6,89 |
|                         | PCTP/MRPP                      | 26    | 2,45 / 100,00   | 0,20 |
|                         | Bloco de Esquerda              | 12    | 1,13 / 100,00   | Novo |
|                         | Outros                         | 14    | 1,32 / 100,00   |      |
| Votos Inválidos         | Votos Inválidos                | 37    | 3,48 / 100,00   | 0,21 |
| Total                   | Total                          | 1 062 | 100,00 / 100,00 |      |
| Eleitorado/Participação | Eleitorado/Participação        | 1 655 | 64,17 / 100,00  | 2,59 |

| Freguesia | %     | %     | %    | %    | %    | %    | Votantes |
| Freguesia | PS    | CDU   | PP   | PSD  | PCTP | BE   | Votantes |
| --------- | ----- | ----- | ---- | ---- | ---- | ---- | -------- |
| Barrancos | 51,51 | 27,87 | 8,10 | 4,14 | 2,45 | 1,13 | 1 062    |
| Barrancos | 51,51 | 27,87 | 8,10 | 4,14 | 2,45 | 1,13 | 1 062    |

### Beja
| Partido                 | Partido                        | Votos  | %               | +/-  |
| ----------------------- | ------------------------------ | ------ | --------------- | ---- |
|                         | Partido Socialista             | 7 992  | 43,42 / 100,00  | 1,81 |
|                         | Coligação Democrática Unitária | 5 566  | 30,24 / 100,00  | 0,22 |
|                         | Partido Social Democrata       | 2 870  | 15,59 / 100,00  | 0,54 |
|                         | Partido Popular                | 791    | 4,30 / 100,00   | 0,09 |
|                         | Bloco de Esquerda              | 455    | 2,47 / 100,00   | Novo |
|                         | PCTP/MRPP                      | 261    | 1,42 / 100,00   | 0,09 |
|                         | Outros                         | 118    | 0,64 / 100,00   |      |
| Votos Inválidos         | Votos Inválidos                | 352    | 1,91 / 100,00   | 0,41 |
| Total                   | Total                          | 18 405 | 100,00 / 100,00 |      |
| Eleitorado/Participação | Eleitorado/Participação        | 30 081 | 61,18 / 100,00  | 7,45 |

| Freguesia                   | %     | %     | %     | %    | %    | %    | Votantes |
| Freguesia                   | PS    | CDU   | PSD   | PP   | BE   | PCTP | Votantes |
| --------------------------- | ----- | ----- | ----- | ---- | ---- | ---- | -------- |
| Albernoa                    | 48,41 | 38,65 | 8,37  | 1,39 | 1,00 | 0,80 | 502      |
| Baleizão                    | 22,87 | 63,29 | 6,92  | 0,48 | 2,90 | 1,29 | 621      |
| Beja (Salvador)             | 45,27 | 25,80 | 18,23 | 3,66 | 3,20 | 1,44 | 2 841    |
| Beja (Santa Maria da Feira) | 40,78 | 32,08 | 15,87 | 5,22 | 2,02 | 1,60 | 1 437    |
| Beja (Santiago Maior)       | 43,74 | 33,34 | 12,32 | 3,74 | 3,32 | 1,09 | 3 587    |
| Beja (São João Baptista)    | 40,05 | 14,88 | 28,64 | 8,41 | 3,76 | 0,84 | 3 568    |
| Beringel                    | 43,96 | 31,30 | 15,77 | 3,22 | 1,04 | 1,96 | 869      |
| Cabeça Gorda                | 53,54 | 34,45 | 5,88  | 2,04 | 1,68 | 0,24 | 833      |
| Mombeja                     | 58,02 | 26,75 | 4,12  | 3,29 | 2,06 | 3,29 | 243      |
| Nossa Senhora das Neves     | 51,56 | 30,35 | 8,11  | 3,11 | 1,51 | 2,92 | 1 061    |
| Quintos                     | 41,10 | 41,55 | 9,59  | 3,65 | 0,91 | 2,74 | 219      |
| Salvada                     | 32,77 | 48,24 | 11,39 | 2,53 | 0,70 | 2,11 | 711      |
| Santa Clara de Louredo      | 46,55 | 41,00 | 5,75  | 1,15 | 1,92 | 0,77 | 522      |
| Santa Vitória               | 41,11 | 43,47 | 9,85  | 2,14 | 0,21 | 1,50 | 467      |
| São Brissos                 | 28,57 | 58,73 | 9,52  | 1,59 | 1,59 | 0    | 63       |
| São Matias                  | 56,53 | 17,33 | 18,93 | 4,00 | 1,07 | 0,80 | 375      |
| Trigaches                   | 46,39 | 30,93 | 11,00 | 4,12 | 0,69 | 2,41 | 291      |
| Trindade                    | 50,26 | 35,38 | 3,08  | 6,15 | 1,03 | 2,05 | 195      |
| Beja                        | 43,42 | 30,24 | 15,59 | 4,30 | 2,47 | 1,42 | 18 405   |

### Castro Verde
| Partido                 | Partido                        | Votos | %               | +/-  |
| ----------------------- | ------------------------------ | ----- | --------------- | ---- |
|                         | Partido Socialista             | 1 810 | 48,41 / 100,00  | 0,38 |
|                         | Coligação Democrática Unitária | 1 125 | 30,09 / 100,00  | 0,11 |
|                         | Partido Social Democrata       | 455   | 12,17 / 100,00  | 0,53 |
|                         | Partido Popular                | 99    | 2,65 / 100,00   | 0,83 |
|                         | Bloco de Esquerda              | 81    | 2,17 / 100,00   | Novo |
|                         | PCTP/MRPP                      | 76    | 2,03 / 100,00   | 0,30 |
|                         | Outros                         | 27    | 0,72 / 100,00   |      |
| Votos Inválidos         | Votos Inválidos                | 66    | 1,77 / 100,00   | 0,28 |
| Total                   | Total                          | 3 739 | 100,00 / 100,00 |      |
| Eleitorado/Participação | Eleitorado/Participação        | 6 429 | 58,16 / 100,00  | 4,59 |

| Freguesia                | %     | %     | %     | %    | %    | %    | Votantes |
| Freguesia                | PS    | CDU   | PSD   | PP   | BE   | PCTP | Votantes |
| ------------------------ | ----- | ----- | ----- | ---- | ---- | ---- | -------- |
| Casével                  | 47,39 | 40,43 | 9,57  | 1,30 | 0    | 0,43 | 230      |
| Castro Verde             | 49,35 | 23,53 | 16,29 | 2,80 | 3,31 | 1,82 | 2 142    |
| Entradas                 | 36,42 | 50,22 | 6,68  | 1,72 | 0,65 | 2,59 | 464      |
| Santa Bárbara de Padrões | 57,53 | 28,01 | 5,57  | 3,77 | 0,60 | 2,11 | 664      |
| São Marcos da Ataboeira  | 38,91 | 45,61 | 6,69  | 1,26 | 1,26 | 4,18 | 239      |
| Castro Verde             | 48,41 | 30,09 | 12,17 | 2,65 | 2,17 | 2,03 | 3 739    |

### Cuba
| Partido                 | Partido                        | Votos | %               | +/-  |
| ----------------------- | ------------------------------ | ----- | --------------- | ---- |
|                         | Partido Socialista             | 1 272 | 46,14 / 100,00  | 3,37 |
|                         | Coligação Democrática Unitária | 988   | 35,84 / 100,00  | 1,05 |
|                         | Partido Social Democrata       | 266   | 9,65 / 100,00   | 2,36 |
|                         | Partido Popular                | 71    | 2,58 / 100,00   | 1,51 |
|                         | PCTP/MRPP                      | 63    | 2,29 / 100,00   | 0,54 |
|                         | Bloco de Esquerda              | 30    | 1,09 / 100,00   | Novo |
|                         | Outros                         | 25    | 0,91 / 100,00   |      |
| Votos Inválidos         | Votos Inválidos                | 42    | 1,53 / 100,00   | 0,40 |
| Total                   | Total                          | 2 757 | 100,00 / 100,00 |      |
| Eleitorado/Participação | Eleitorado/Participação        | 4 325 | 63,75 / 100,00  | 4,51 |

| Freguesia        | %     | %     | %     | %    | %    | %    | Votantes |
| Freguesia        | PS    | CDU   | PSD   | PP   | PCTP | BE   | Votantes |
| ---------------- | ----- | ----- | ----- | ---- | ---- | ---- | -------- |
| Cuba             | 46,38 | 35,29 | 9,94  | 2,99 | 1,32 | 1,38 | 1 740    |
| Faro do Alentejo | 41,94 | 45,56 | 7,22  | 1,11 | 2,22 | 0,28 | 360      |
| Vila Alva        | 49,39 | 29,88 | 11,28 | 3,05 | 3,66 | 0,91 | 328      |
| Vila Ruiva       | 46,20 | 34,04 | 9,12  | 1,52 | 6,08 | 0,61 | 329      |
| Cuba             | 46,14 | 35,84 | 9,65  | 2,58 | 2,29 | 1,09 | 2 757    |

### Ferreira do Alentejo
| Partido                 | Partido                        | Votos | %               | +/-  |
| ----------------------- | ------------------------------ | ----- | --------------- | ---- |
|                         | Partido Socialista             | 2 524 | 48,95 / 100,00  | 4,42 |
|                         | Coligação Democrática Unitária | 1 479 | 28,69 / 100,00  | 1,38 |
|                         | Partido Social Democrata       | 644   | 12,49 / 100,00  | 0,93 |
|                         | Partido Popular                | 187   | 3,63 / 100,00   | 0,90 |
|                         | PCTP/MRPP                      | 122   | 2,37 / 100,00   | 0,33 |
|                         | Bloco de Esquerda              | 79    | 1,53 / 100,00   | Novo |
|                         | Outros                         | 50    | 0,97 / 100,00   |      |
| Votos Inválidos         | Votos Inválidos                | 71    | 1,38 / 100,00   | 0,35 |
| Total                   | Total                          | 5 156 | 100,00 / 100,00 |      |
| Eleitorado/Participação | Eleitorado/Participação        | 8 551 | 60,30 / 100,00  | 8,05 |

| Freguesia               | %     | %     | %     | %    | %    | %    | Votantes |
| Freguesia               | PS    | CDU   | PSD   | PP   | PCTP | BE   | Votantes |
| ----------------------- | ----- | ----- | ----- | ---- | ---- | ---- | -------- |
| Alfundão                | 57,28 | 24,27 | 10,87 | 1,36 | 2,52 | 1,75 | 515      |
| Canhestros              | 45,48 | 32,09 | 13,71 | 5,30 | 2,49 | 0,31 | 321      |
| Ferreira do Alentejo    | 44,80 | 28,98 | 15,64 | 4,29 | 2,16 | 1,84 | 2 819    |
| Figueira dos Cavaleiros | 50,83 | 33,30 | 6,77  | 3,00 | 2,77 | 1,33 | 901      |
| Odivelas                | 61,38 | 19,88 | 8,07  | 2,59 | 2,88 | 0,86 | 347      |
| Peroguarda              | 58,89 | 25,69 | 5,53  | 2,37 | 1,98 | 0,79 | 253      |
| Ferreira do Alentejo    | 48,95 | 28,69 | 12,49 | 3,63 | 2,37 | 1,53 | 5 156    |

### Mértola
| Partido                 | Partido                        | Votos | %               | +/-  |
| ----------------------- | ------------------------------ | ----- | --------------- | ---- |
|                         | Partido Socialista             | 2 135 | 43,04 / 100,00  | 1,60 |
|                         | Coligação Democrática Unitária | 1 797 | 36,23 / 100,00  | 0,03 |
|                         | Partido Social Democrata       | 503   | 10,14 / 100,00  | 1,72 |
|                         | PCTP/MRPP                      | 141   | 2,84 / 100,00   | 0,62 |
|                         | Partido Popular                | 135   | 2,72 / 100,00   | 0,30 |
|                         | Bloco de Esquerda              | 53    | 1,07 / 100,00   | Novo |
|                         | Outros                         | 77    | 1,55 / 100,00   |      |
| Votos Inválidos         | Votos Inválidos                | 119   | 2,40 / 100,00   | 0,16 |
| Total                   | Total                          | 4 960 | 100,00 / 100,00 |      |
| Eleitorado/Participação | Eleitorado/Participação        | 8 555 | 57,98 / 100,00  | 4,72 |

| Freguesia                 | %     | %     | %     | %    | %    | %    | Votantes |
| Freguesia                 | PS    | CDU   | PSD   | PCTP | PP   | BE   | Votantes |
| ------------------------- | ----- | ----- | ----- | ---- | ---- | ---- | -------- |
| Alcaria Ruiva             | 34,99 | 45,47 | 10,66 | 2,66 | 1,78 | 0,53 | 563      |
| Corte do Pinto            | 40,65 | 36,79 | 8,19  | 4,02 | 2,78 | 0,93 | 647      |
| Espírito Santo            | 48,10 | 29,05 | 8,57  | 3,33 | 4,76 | 0    | 210      |
| Mértola                   | 42,37 | 38,79 | 9,31  | 2,08 | 2,08 | 1,79 | 1 730    |
| Santana de Cambas         | 43,80 | 31,00 | 12,80 | 3,20 | 4,00 | 1,40 | 500      |
| São João dos Caldeireiros | 44,81 | 38,21 | 10,38 | 2,12 | 2,36 | 0,47 | 424      |
| São Miguel do Pinheiro    | 49,91 | 29,87 | 11,53 | 2,84 | 2,27 | 0,38 | 529      |
| São Pedro de Solis        | 52,74 | 17,41 | 13,43 | 3,98 | 6,97 | 0,50 | 201      |
| São Sebastião dos Carros  | 39,74 | 39,10 | 9,62  | 5,77 | 3,21 | 0,64 | 156      |
| Mértola                   | 43,04 | 36,23 | 10,14 | 2,84 | 2,72 | 1,07 | 4 960    |

### Moura
| Partido                 | Partido                        | Votos  | %               | +/-  |
| ----------------------- | ------------------------------ | ------ | --------------- | ---- |
|                         | Partido Socialista             | 3 883  | 53,73 / 100,00  | 4,71 |
|                         | Coligação Democrática Unitária | 1 753  | 24,26 / 100,00  | 1,34 |
|                         | Partido Social Democrata       | 858    | 11,87 / 100,00  | 2,58 |
|                         | Partido Popular                | 271    | 3,75 / 100,00   | 0,01 |
|                         | PCTP/MRPP                      | 168    | 2,32 / 100,00   | 0,99 |
|                         | Bloco de Esquerda              | 104    | 1,44 / 100,00   | Novo |
|                         | Outros                         | 67     | 0,92 / 100,00   |      |
| Votos Inválidos         | Votos Inválidos                | 123    | 1,70 / 100,00   | 0,19 |
| Total                   | Total                          | 7 227  | 100,00 / 100,00 |      |
| Eleitorado/Participação | Eleitorado/Participação        | 14 768 | 48,94 / 100,00  | 4,23 |

| Freguesia                   | %     | %     | %     | %    | %    | %    | Votantes |
| Freguesia                   | PS    | CDU   | PSD   | PP   | PCTP | BE   | Votantes |
| --------------------------- | ----- | ----- | ----- | ---- | ---- | ---- | -------- |
| Amareleja                   | 39,87 | 45,58 | 7,11  | 1,95 | 2,19 | 0,70 | 1 279    |
| Moura (Santo Agostinho)     | 56,91 | 14,90 | 16,39 | 5,04 | 1,26 | 1,83 | 1 745    |
| Moura (São João Baptista)   | 59,28 | 17,85 | 11,81 | 3,72 | 2,59 | 2,64 | 1 854    |
| Póvoa de São Miguel         | 56,60 | 14,54 | 19,46 | 4,25 | 2,46 | 0,22 | 447      |
| Safara                      | 57,67 | 22,82 | 9,58  | 4,88 | 2,79 | 0,70 | 574      |
| Santo Aleixo da Restauração | 57,28 | 24,21 | 8,46  | 2,17 | 3,54 | 0,79 | 508      |
| Santo Amador                | 48,26 | 41,32 | 5,56  | 0,69 | 2,78 | 0    | 288      |
| Sobral da Adiça             | 50,19 | 26,50 | 11,47 | 5,45 | 3,20 | 0,94 | 532      |
| Moura                       | 53,73 | 24,26 | 11,87 | 3,75 | 2,32 | 1,44 | 7 227    |

### Odemira
| Partido                 | Partido                        | Votos  | %               | +/-  |
| ----------------------- | ------------------------------ | ------ | --------------- | ---- |
|                         | Partido Socialista             | 7 228  | 52,21 / 100,00  | 3,54 |
|                         | Coligação Democrática Unitária | 2 857  | 20,64 / 100,00  | 1,67 |
|                         | Partido Social Democrata       | 2 073  | 14,97 / 100,00  | 2,32 |
|                         | Partido Popular                | 659    | 4,76 / 100,00   | 0,34 |
|                         | PCTP/MRPP                      | 318    | 2,30 / 100,00   | 0,55 |
|                         | Bloco de Esquerda              | 156    | 1,13 / 100,00   | Novo |
|                         | Outros                         | 228    | 1,65 / 100,00   |      |
| Votos Inválidos         | Votos Inválidos                | 325    | 2,34 / 100,00   | 0,11 |
| Total                   | Total                          | 13 844 | 100,00 / 100,00 |      |
| Eleitorado/Participação | Eleitorado/Participação        | 23 363 | 59,26 / 100,00  | 4,32 |

| Freguesia                  | %     | %     | %     | %    | %    | %    | Votantes |
| Freguesia                  | PS    | CDU   | PSD   | PP   | PCTP | BE   | Votantes |
| -------------------------- | ----- | ----- | ----- | ---- | ---- | ---- | -------- |
| Bicos                      | 58,61 | 22,66 | 8,76  | 2,72 | 4,53 | 0    | 331      |
| Colos                      | 46,96 | 23,76 | 17,26 | 4,95 | 1,98 | 1,13 | 707      |
| Luzianes-Gare              | 43,35 | 32,37 | 11,56 | 1,16 | 6,07 | 0,58 | 346      |
| Odemira (Santa Maria)      | 53,52 | 22,61 | 13,26 | 4,75 | 2,23 | 0,63 | 1 433    |
| Odemira (São Salvador)     | 53,07 | 17,02 | 18,62 | 5,20 | 1,12 | 1,36 | 1 692    |
| Pereiras-Gare              | 38,35 | 33,98 | 12,62 | 1,46 | 6,80 | 0    | 206      |
| Relíquias                  | 54,49 | 26,93 | 10,71 | 2,05 | 2,20 | 0,63 | 635      |
| Saboia                     | 55,14 | 12,87 | 15,60 | 3,77 | 3,38 | 1,43 | 769      |
| Santa Clara-a-Velha        | 58,53 | 14,88 | 16,27 | 2,98 | 2,98 | 0,40 | 504      |
| São Luís                   | 42,68 | 24,70 | 22,01 | 3,64 | 1,50 | 0,71 | 1 263    |
| São Martinho das Amoreiras | 58,63 | 12,85 | 18,21 | 3,48 | 1,87 | 0,67 | 747      |
| São Teotónio               | 55,33 | 20,73 | 10,62 | 5,35 | 2,54 | 1,17 | 2 561    |
| Vale de Santiago           | 37,97 | 43,63 | 8,49  | 4,25 | 1,89 | 0,94 | 424      |
| Vila Nova de Milfontes     | 52,87 | 15,94 | 16,86 | 7,11 | 1,83 | 2,35 | 1 744    |
| Zambujeira do Mar          | 55,19 | 15,15 | 13,49 | 9,13 | 2,07 | 1,66 | 482      |
| Odemira                    | 52,21 | 20,64 | 14,97 | 4,76 | 2,30 | 1,13 | 13 844   |

### Ourique
| Partido                 | Partido                        | Votos | %               | +/-  |
| ----------------------- | ------------------------------ | ----- | --------------- | ---- |
|                         | Partido Socialista             | 1 649 | 44,00 / 100,00  | 2,08 |
|                         | Partido Social Democrata       | 1 206 | 32,18 / 100,00  | 0,57 |
|                         | Coligação Democrática Unitária | 595   | 15,88 / 100,00  | 3,09 |
|                         | Partido Popular                | 119   | 3,18 / 100,00   | 1,14 |
|                         | PCTP/MRPP                      | 43    | 1,15 / 100,00   | 0,35 |
|                         | Outros                         | 51    | 1,36 / 100,00   |      |
| Votos Inválidos         | Votos Inválidos                | 85    | 2,26 / 100,00   | 0,48 |
| Total                   | Total                          | 3 748 | 100,00 / 100,00 |      |
| Eleitorado/Participação | Eleitorado/Participação        | 6 053 | 61,92 / 100,00  | 4,72 |

| Freguesia        | %     | %     | %     | %    | %    | Votantes |
| Freguesia        | PS    | PSD   | CDU   | PP   | PCTP | Votantes |
| ---------------- | ----- | ----- | ----- | ---- | ---- | -------- |
| Conceição        | 45,22 | 29,57 | 15,65 | 4,35 | 0    | 115      |
| Garvão           | 40,75 | 26,20 | 24,83 | 2,05 | 2,05 | 584      |
| Ourique          | 47,03 | 31,54 | 13,24 | 3,62 | 1,31 | 1 601    |
| Panoias          | 39,95 | 21,48 | 33,26 | 1,62 | 0,23 | 433      |
| Santa Luzia      | 49,00 | 20,08 | 22,09 | 4,42 | 0,40 | 249      |
| Santana da Serra | 40,60 | 48,43 | 2,74  | 3,39 | 1,04 | 766      |
| Ourique          | 44,00 | 32,18 | 15,88 | 3,18 | 1,15 | 3 748    |

### Serpa
| Partido                 | Partido                        | Votos  | %               | +/-  |
| ----------------------- | ------------------------------ | ------ | --------------- | ---- |
|                         | Coligação Democrática Unitária | 3 451  | 39,63 / 100,00  | 0,40 |
|                         | Partido Socialista             | 3 285  | 37,73 / 100,00  | 0,80 |
|                         | Partido Social Democrata       | 1 149  | 13,20 / 100,00  | 2,43 |
|                         | Partido Popular                | 333    | 3,82 / 100,00   | 0,46 |
|                         | PCTP/MRPP                      | 149    | 1,71 / 100,00   | 0,18 |
|                         | Bloco de Esquerda              | 105    | 1,21 / 100,00   | Novo |
|                         | Outros                         | 75     | 0,86 / 100,00   |      |
| Votos Inválidos         | Votos Inválidos                | 160    | 1,83 / 100,00   | 0,47 |
| Total                   | Total                          | 8 707  | 100,00 / 100,00 |      |
| Eleitorado/Participação | Eleitorado/Participação        | 15 590 | 55,85 / 100,00  | 4,83 |

| Freguesia                | %     | %     | %     | %    | %    | %    | Votantes |
| Freguesia                | CDU   | PS    | PSD   | PP   | PCTP | BE   | Votantes |
| ------------------------ | ----- | ----- | ----- | ---- | ---- | ---- | -------- |
| Aldeia Nova de São Bento | 43,17 | 30,46 | 15,41 | 4,50 | 2,17 | 0,95 | 1 888    |
| Brinches                 | 29,97 | 44,79 | 15,31 | 4,56 | 2,12 | 0,65 | 614      |
| Pias                     | 61,81 | 25,58 | 7,47  | 1,22 | 1,39 | 0,93 | 1 728    |
| Serpa (Salvador)         | 18,74 | 48,49 | 19,95 | 6,08 | 1,04 | 2,19 | 1 825    |
| Serpa (Santa Maria)      | 28,57 | 46,36 | 14,01 | 4,24 | 3,13 | 1,29 | 1 085    |
| Vale de Vargo            | 62,32 | 24,96 | 6,12  | 1,41 | 1,73 | 0,31 | 637      |
| Vila Verde de Ficalho    | 36,02 | 47,96 | 8,60  | 3,55 | 0,75 | 1,18 | 930      |
| Serpa                    | 39,63 | 37,73 | 13,20 | 3,82 | 1,71 | 1,21 | 8 707    |

### Vidigueira
| Partido                 | Partido                        | Votos | %               | +/-  |
| ----------------------- | ------------------------------ | ----- | --------------- | ---- |
|                         | Partido Socialista             | 1 675 | 49,78 / 100,00  | 6,66 |
|                         | Coligação Democrática Unitária | 894   | 26,57 / 100,00  | 2,93 |
|                         | Partido Social Democrata       | 435   | 12,93 / 100,00  | 3,81 |
|                         | Partido Popular                | 147   | 4,37 / 100,00   | 0,58 |
|                         | PCTP/MRPP                      | 78    | 2,32 / 100,00   | 0,77 |
|                         | Bloco de Esquerda              | 37    | 1,10 / 100,00   | Novo |
|                         | Outros                         | 28    | 0,84 / 100,00   |      |
| Votos Inválidos         | Votos Inválidos                | 71    | 2,11 / 100,00   | 0,15 |
| Total                   | Total                          | 3 365 | 100,00 / 100,00 |      |
| Eleitorado/Participação | Eleitorado/Participação        | 5 545 | 60,69 / 100,00  | 4,80 |

| Freguesia      | %     | %     | %     | %    | %    | %    | Votantes |
| Freguesia      | PS    | CDU   | PSD   | PP   | PCTP | BE   | Votantes |
| -------------- | ----- | ----- | ----- | ---- | ---- | ---- | -------- |
| Pedrógão       | 49,17 | 37,85 | 6,35  | 1,24 | 3,31 | 0,14 | 724      |
| Selmes         | 53,26 | 28,49 | 8,94  | 4,10 | 2,23 | 0,74 | 537      |
| Vidigueira     | 50,84 | 16,99 | 19,26 | 6,16 | 1,69 | 1,23 | 1 542    |
| Vila de Frades | 44,31 | 36,48 | 7,83  | 3,74 | 2,85 | 2,31 | 562      |
| Vidigueira     | 49,78 | 26,57 | 12,93 | 4,37 | 2,32 | 1,10 | 3 365    |